# 5 per l'inferno
5 per l'inferno è un film italiano del 1969 diretto da Gianfranco Parolini.

## Trama
Nella primavera del 1944, l'avanzata alleata in Italia è bloccata sulla linea Gustav e sulla testa di ponte di Anzio dalla forte resistenza tedesca. Lo spionaggio alleato ha scoperto che i tedeschi stanno per lanciare un'offensiva (piano K) per ributtare a mare le forze angloamericane e che i piani dettagliati dell'attacco sono custoditi a Villa Verde, il comando tedesco dell'Italia centrale, sotto il comando del generale Gerbordstadt. Per impossessarsi dei preziosi documenti viene formata una squadra speciale composta dal tenente Hoffmann, ex giocatore di baseball; dal sergente McCarthy, abile lanciatore di coltelli e dai soldati Nick Amadori, atleta professionista; Al Siracusa, uno scassinatore e Johnny White, esperto di esplosivi.
Prima di partire, Hoffmann viene informato che sarà aiutato a entrare a Villa Verde da Helga Richter, un'ausiliaria tedesca divenuta spia alleata; ma dovrà guardarsi dallo spietato colonnello delle SS Hans Mueller che sta fucilando numerosi partigiani italiani. Il gruppo oltrepassa le linee tedesche e dopo varie peripezie, la sera stabilita, arriva a Villa Verde: dopo aver eliminato le sentinelle e superato la recinzione elettrificata, la squadra arriva nella stanza della cassaforte e dopo averla scassinata fotografa i fascicoli del Piano K (viene anche ucciso con un coltello il generale Gerborstadt); i negativi vengono poi nascosti in una speciale palla da baseball che viene lanciata fuori dal cortile. Nel frattempo Mueller ha scoperto il doppio gioco della Richter (che aveva passato una notte con lui per cercare di distrarlo da un sistema d'allarme che scattava se qualcuno tentava di aprire la cassaforte) e all'alba la fa fucilare.
Intanto sono stati scoperti i cadaveri delle sentinelle e viene dato l'allarme; inizia così una furiosa sparatoria in cui restano uccisi Siracusa e White, McCarthy è ferito gravemente ma Amadori salta oltre la recinzione e recuperata la palla con i negativi, scappa nel bosco. Hoffmann solo e senza munizioni si arrende ma  Mueller lo vuole fucilare, allora Hoffmann esce dalla parte di recinzione tagliata nella notte e lasciata senza corrente, quando anche i tedeschi vogliono fare altrettanto, McCarthy riattacca la corrente e Mueller e suoi uomini rimasi restano folgorati.